# Shenyang Moi Center
Der Gebäudekomplex Shenyang Moi Center (chinesisch 沈阳茂业中心, Pinyin Shěnyáng Màoyè Zhōngxīn) steht in der chinesischen Stadt Shenyang. Er befindet sich am Qingnian-Boulevard (青年大街) im Straßenviertel Wulihe des Stadtbezirks Shenhe. Der Komplex besteht aus drei Wolkenkratzern, die vom Architektenbüro Shenzhen Tongji Architects entworfen wurden. Baubeginn war im Jahr 2008, die Fertigstellung war 2014.
Die Höhen betragen 311 Meter, 188 Meter und 163 Meter.